# John Luessenhop
John Luessenhop es un director de cine y guionista estadounidense. Se graduó en la Universidad de Virginia, en el Centro de Derecho de la Universidad de Georgetown y en las escuelas de cine de UCLA y NYU. 

## Carrera
Debutó con el cortometraje Tick, Tick, Tick en 1994. Seis años después dirigiría la película dramática Lockdown (2000). Las escenas carcelarias de la película se rodaron en la entonces cerrada Penitenciaría Estatal de Nuevo México. "  Cerró el Festival de Cine Negro de Hollywood de 2001.  Tom Long de The Detroit News escribió sobre la película: "A pesar de un bajo presupuesto y una trama predecible, Lockdown tiene un poder innegable, impulsado por algunas excelentes actuaciones y un retrato aterrador de la vida en prisión que suena inquietantemente cierto. "  Y Steve Murray de The Atlanta Journal-Constitution, escribió, "aunque exagerada y simplista, la película tiene un valor y un gusto contundentes de película B". 
Luego dirigió el thriller criminal Takers (2010),  protagonizado por Matt Dillon, Paul Walker, Idris Elba, Jay Hernández, Michael Ealy, TI, Chris Brown y Hayden Christensen. El autor Stephen King, en su columna de fin de año de Entertainment Weekly, la incluyó en el puesto número 5 de sus mejores películas de 2010. Dice que "el clímax pone a prueba la credulidad, pero los personajes se sienten reales y el atraco al vehículo blindado es la mejor secuencia de acción de 2010" (EW 3/12/10, página 26).
En 2013, dirigió el reinicio de la franquicia The Texas Chainsaw Massacre con Texas Chainsaw 3D. En 2011, Lions Gate anunció que se asociaría con Nu Image para producir la película, que dirigiría Luessenhop. Carl Mazzocone actuó como productor y la producción debía comenzar en junio de 2011. Mazzocone también anunció que la historia continuaría donde termina la película original de Tobe Hooper.  Adam Marcus y Debra Sullivan fueron contratados para escribir el guion; Kirsten Elms y Luessenhop trabajaron en la reescritura y el pulido del guion.  Ni Twisted Pictures ni Nu Image tenían créditos por la película terminada, que tuvo que ser reeditada antes de su lanzamiento, ya que recibió una calificación NC-17 debido al exceso de sangre durante su presentación inicial a la MPAA.  Texas Chainsaw 3D fue un éxito comercial, recaudando 47,2 millones de dólares con un presupuesto de 20 millones de dólares.

## Filmografía
| Año  | Película                      | Crédito               | Notas                                                                                                  |
| ---- | ----------------------------- | --------------------- | --- |
| 1994 | Dinero sucio                  | Subgerente            | |
| 1994 | tic, tic, tic                 | Director, escrito por | Como A. John Lussenhop                                                                                 |
| 1999 | El pequeño ayudante de santa  | Gracias especiales    | Cortometraje                                                                                           |
| 2000 | Aislamiento                   | Director              | |
| 2009 | Por Favor Dios Alguien Normal | Gracias especiales    | Cortometraje                                                                                           |
| 2010 | Tomadores                     | Director, escrito por | Coescrito con Avery Duff, Peter Allen y Gabriel Casseus                                                |
| 2011 | No hay salida                 | Gracias especiales    | Cortometraje                                                                                           |
| 2013 | motosierra de Texas           | Director              | |
| 2017 | cara de cuero                 | Productor ejecutivo   | |
| 2018 | La velocidad mata             | Guion de, historia de | Coescribió el guion con David Aaron Cohen, coescribió la historia con David Aaron Cohen y Paul Castro. |